# Leica Geosystems
Leica Geosystems est une entreprise suisse qui conçoit, fabrique et commercialise des appareils de topographie et géodésie, tels que des GPS, stations totales, niveaux optiques, scanners 3D...
Née de la fusion, à l'hiver 1987-88, du fabricant suisse Wild Heerbrugg (1921), de Leitz Wetzlar et des branches géodésie de Kern & Co. AG, la société s'est fractionnée au milieu des années 1990 en plusieurs entités indépendantes, toutes rachetées par Hexagon AB en 2005 pour reformer la marque Leica Geosystems.
Ils sont également beaucoup investi dans des projets de grande ampleur, comme des levés en très hautes altitude, notamment au Mont Blanc; bien que d'autres sociétés aient mesuré des sommets à plus haute altitude.

## Galerie

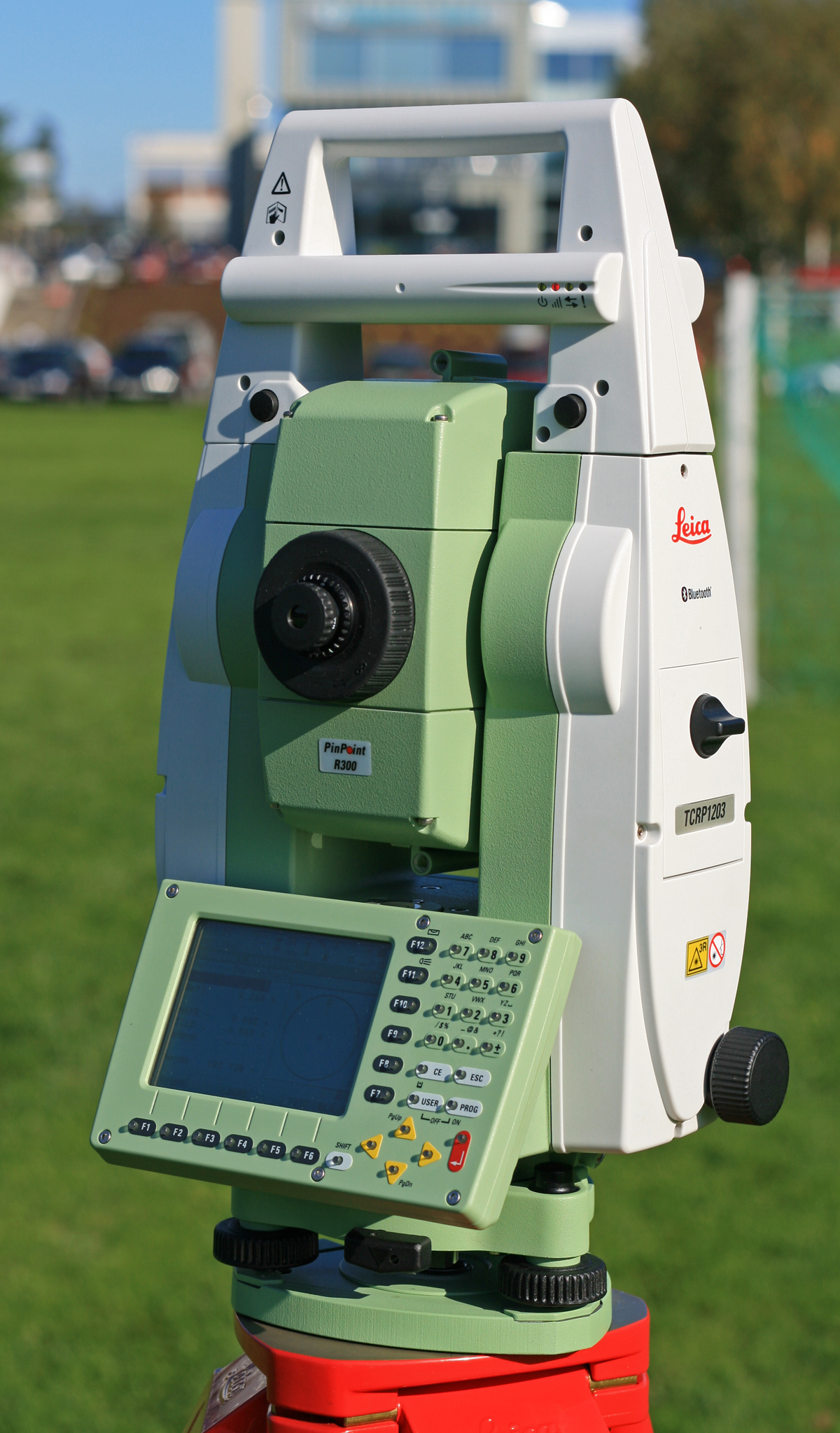
Une station totale Leica
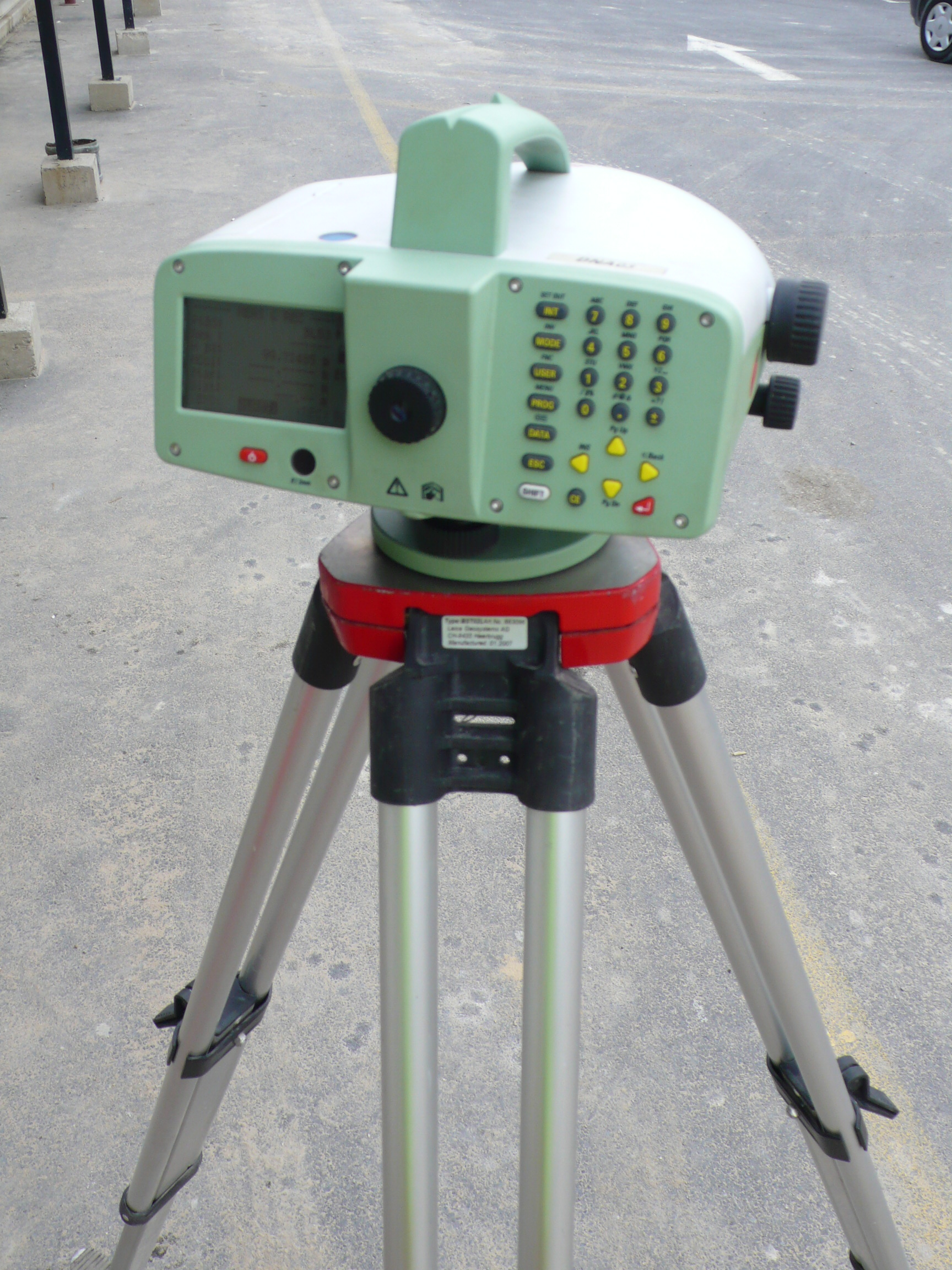
Un niveau optique électronique Leica